# Aquaman (soundtrack)
Aquaman is de soundtrack van Rupert Gregson-Williams voor de film met dezelfde naam. Het album werd uitgebracht op 14 december 2018 door WaterTower Music.
Op 7 maart 2018 werd bekendgemaakt dat Gregson-Williams de originele filmmuziek zal componeren voor Aquaman. Eerder componeerde hij de soundtrack Wonder Woman uit de DC Extended Universe. Het album bevat ook een origineel filmsong van Skylar Grey, getiteld "Everything I Need", een nummer van Toto in een nieuw jasje uitgebracht door Pitbull, getiteld "Ocean to Ocean" (bewerking van het nummer "Africa") en een track van componist Joseph Bishara die met regisseur James Wan van de film ook heeft samengewerkt aan de films Insidious en The Conjuring.

## Nummers
Alle tracks geschreven door Rupert Gregson-Williams, tenzij anders vermeldt.
1. "Everything I Need (Film Version)" – Skylar Grey (Geschreven door Skylar Grey en Elliott Taylor) (3:16)
2. "Arthur" (4:40)
3. "Kingdom of Atlantis" (3:26)
4. "It Wasn't Meant to Be (3:22)
5. "Atlantean Soldiers" (3:35)
6. "What Does That Even Mean?" (3:23)
7. "The Legend of Atlan" (1:57)
8. "Swimming Lessons" (3:03)
9. "The Black Manta" (2:49)
10. "What Could Be Greater Than a King?" (5:23)
11. "Permission to Come Aboard" (2:16)
12. "Suited and Booted" (4:25)
13. "Between Land and Sea" (2:55)
14. "He Commands the Sea" (3:34)
15. "Map in a Bottle" (2:15)
16. "The Ring of Fire" (4:57)
17. "Reunited" (1:31)
18. "Everything I Need" – Skylar Grey (Geschreven door Skylar Grey en Elliott Taylor) (3:20)
19. "Ocean to Ocean" – Pitbull featuring Rhea (Geschreven door Toto) (2:25)
20. "Trench Engaged (From Kingdom Of The Trench)" – Joseph Bishara (2:29)